# 高須賀友香
高須賀 友香(たかすか ともか、2001年〈平成13年〉11月10日 - )は、日本の歌手、アイドル、インフルエンサー、元モデル、元女優。アイドルグループ・1つ足りない賽は投げられたの元メンバー、Maison de Queenの現メンバー。活動名はたかすかともか。

### 来歴
- 2001年11月10日、愛媛県生まれである。
- 2019年12月 - 女子高生ミスコン2019ファイナリストでフリュー賞を獲得。
- 2020年1月 - ABEMA TV『今日好きになりました 卒業編』に出演。
- 2022年1月1日 - アイドルグループ「1つ足りない賽は投げられた」に加入。
- 2023年4月 - インフルエンサーとしてリップを紹介をTikTokに投稿開始。-自分に似合うリップを探し始める。
- 2025年3月26日 - アイドルグループ「1つ足りない賽は投げられた」を卒業。
- 2025年4月15日 - アイドルグループ「Maison de Queen」に加入。

### 出演
・2020年1月-3月　ABEMA TV『今日、好きになりました。 卒業編』に出演。